# Білий Ніл (штат)
Білий Ніл (араб. النيل الأبيض; трансліт: an-Nyl al-Abyad) — один з 18 штатів Судану, межує на півдні з Південним Суданом.
- Територія 30411 км².
- Населення 1730588 чоловік (на 2008).

З 1994 року адміністративним центром є місто Рабак.

## Адміністративний поділ

Округу в штаті Білий Ніл

Штат ділиться на 4 округи (дистрикти):
- Ад-Дуейм (Ad Douiem)
- Аль-Гутаіна (Al Gutaina)
- Аль-Джабаліан (Al Jabalian)
- Кості (Kosti)